# Черевченко Тетяна Михайлівна
Черéвченко Тетяна Михáйлівна (11 січня 1929, с. Почапинці Лисянського району Черкаської області — 25 червня 2017, Київ) — український ботанік, фахівець у вивченні біології орхідних, директор Національного ботанічного саду імені Миколи Гришка НАН України (1988—2004). Член-кореспондент НАН України (1995). Доктор біологічних наук (1985). Заслужений діяч науки і техніки України, лауреат премій Національної академії наук України ім. В. Я. Юр'єва та ім. М. Г. Холодного. Провідний вчений в Європі в галузі Нового розділу експериментальної ботаніки — орхідологія.

## Біографія
Тетяна Михайлівна Черевченко народилася 11 січня 1929 року у селі Почапинці Лисянського району на Черкащині.
Навчалася в технікумі рибництва (с. Шевченкове Звенигородського району).
1949—1954 рр. — студентка біолого-ґрунтознавчого факультету Київського державного університету імені Т. Г. Шевченка.
Після закінчення університету працювала в дендрологічному парку «Олександрія».
З 1965 року — у Ботанічному саду Академії наук України. Перший завідувач створеного у 1974 році відділу тропічних і субтропічних рослин. З 1975 року — заступник директора ботанічного саду з наукової роботи. У 1988—2004 рр. Тетяна Михайлівна — директор Національного ботанічного саду імені М. М. Гришка НАН України, з 1 січня 2005 р. — почесний директор цієї установи.
Померла 25 червня 2017 року у місті Києві.

## Наукова та громадська діяльність
Наукові дослідження Т. М. Черевченко присвячено проблемам росту і розвитку видів родини орхідних, технології їх розмноження та культивування, розвитку паркового господарства. Є автором понад 320 публікацій, в тому числі 11 монографій у галузі інтродукції рослин і багатьох розділів експериментальної ботаніки. Вона є редактором 6 книг з декоративного квітникарства та фітодизайну.
Під керівництвом Т. М. Черевченко та за її участі в Національному ботанічному саду НАН України була створена унікальна колекція тропічних та субтропічних рослин, якій у 1999 р. вперше в Україні серед аналогічних колекцій було надано статус Національного надбання. Це охоронна колекція світової флори є базою для наукових досліджень та джерелом для селекційної та просвітницької роботи. Особлива цінність колекції у тому, що переважна її частина колекційних зразків була зібрана в місцях їх природного зростання. Під керівництвом Т. М. Черевченко був розроблений метод насіннєвого та мікроклонального розмноження тропічних та субтропічних рослин різних систематичних груп в культурі. Вперше в Україні було розроблено біотехнологічні методи розмноження та технологію культивування тропічних орхідних для впровадження у промислове квітникарство.
Була незмінною головою спеціалізованої вченої ради, редактором журналу «Інтродукція рослин», відповідальним редактором міжвідомчих збірників «Інтродукція і акліматизація рослин», «Експериментальна ботаніка та екологія». Член Європейського та Американського товариств орхідологів. За її ініціативи було створено Раду ботанічних садів та дендропарків України, яку вона очолювала протягом багатьох років.
Очолювала спеціалізовану Раду із захисту дисертацій при Національному ботанічному саду Академії наук.
Брала участь у експедиціях в тропічні регіони землі: чотири експедиції на науково-дослідному судні АН УРСР «Академік Вернадський» (15-й рейс — 1977 р., 19-й рейс — 1979 р., 24-й рейс — 1981 р., 34-й рейс — 1986 р.) до місць природного зростання та центрів видового та родового різноманіття — в країни Південно-Східної Азії (Таїланд, Сінгапур), Африки (Гвінея), Південної Америки (Бразилія). 1988 р. — експедиція на Кубу, 1989, 1991, 1994 р. — експедиції до В'єтнаму.
Праці: монографії «Орхидеи в культуре», «Тропические и субтропические орхидеи» (1994 р. — премія ім. М. Г. Холодного НАН України).

## Відзнаки
- медаль «За доблестный труд» (1970)
- медаль "За трудовое отличие" (1979);
- Орден «Знак пошани» (1986).
- Орден княгині Ольги ІІІ ступеня (1998).
- Орден княгині Ольги ІІ ступеня (2009).
- Заслужений діяч науки і техніки України (1994).
- Премія НАН України імені В. Я. Юр'єва (1982)
- Премія НАН України імені М. Г. Холодного (1994).
- Почесна нагорода Міжнародний Академічний Рейтинг «Золота Фортуна» — Георгіївська медаль «Честь. Слава. Труд» (2013).

## Публікації